# 特雷峰
特雷峰是南極洲的山峰，位於科茨地，屬於沙克爾頓山脈的一部分，海拔高度1,180米，處於霍馬德山以北3.7公里，在1957年由英聯邦探險隊繪入地圖。
80°36′S 28°52′W / 80.600°S 28.867°W